# Fever Dream
Fever Dream é o terceiro álbum de estúdio da banda Of Monsters and Men, lançado em 26 de julho de 2019 pela gravadora Republic Records. O projeto foi produzido pelo próprio grupo com co-produção de Rich Costey, e precedido pelo single "Alligator".
O projeto recebeu críticas favoráveis da mídia especializada.

## Faixas
| N.º            | Título                 | Duração |  |
| 1.             | "Alligator"            | 3:04    |  |
| 2.             | "Ahay"                 | 2:56    |  |
| 3.             | "Róróró"               | 4:21    |  |
| 4.             | "Waiting for the Snow" | 3:43    |  |
| 5.             | "Vulture, Vulture"     | 2:56    |  |
| 6.             | "Wild Roses"           | 4:02    |  |
| 7.             | "Stuck in Gravity"     | 4:24    |  |
| 8.             | "Sleepwalker"          | 3:19    |  |
| 9.             | "Wars"                 | 3:37    |  |
| 10.            | "Under a Dome"         | 4:33    |  |
| 11.            | "Soothsayer"           | 3:35    |  |
| Duração total: | Duração total:         | 40:30   |  |